# Parafia Trójcy Przenajświętszej w Mielcu
Parafia Trójcy Przenajświętszej w Mielcu – rzymskokatolicka parafia w Mielcu,  w dekanacie Mielec Południe.
Parafia powstała w sierpniu 1987 na mocy dekretu ks. bpa Jerzego Ablewicza, ówczesnego biskupa tarnowskiego. Swym zasięgiem obejmuje wschodnią część miasta – Smoczkę i Dziubków.

## Proboszczowie
- ks. Stanisław Składzień (1987–2018)[1]
- ks. Janusz Paciorek (2018–2021)[2][3]
- ks. Janusz Adamczyk (2021– )[4]